# Solaris (novela)
Solaris es una novela de ciencia ficción de Stanisław Lem, publicada en Varsovia (Polonia) en 1961, cuyo argumento transcurre en el planeta homónimo. Se trata de la obra más conocida del autor y ha sido adaptada en varias ocasiones: como telefilme por los directores soviéticos Lidiya Ishimbaeva y Boris Nirenburg (Solaris) en 1968, y como película por el también soviético Andréi Tarkovski (Solaris) en 1972 y por el estadounidense Steven Soderbergh (Solaris) en 2002.

## Argumento

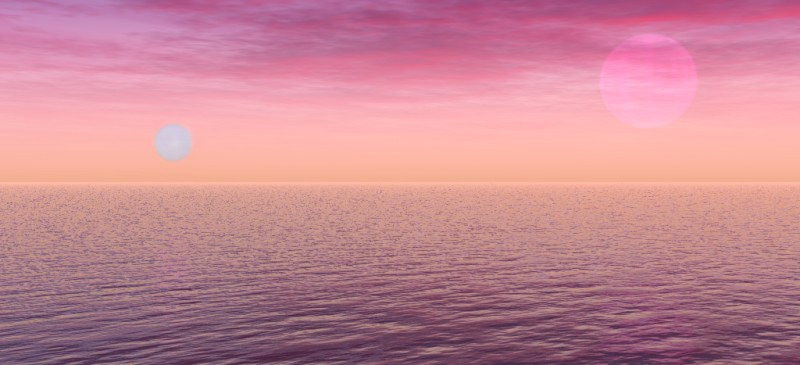
Océano de Solaris. Ilustración de Dominique Signoret.

La novela trata sobre los fútiles intentos de comunicarse con una inteligencia alienígena totalmente diferente a la humana, básicamente un gigantesco océano protoplasmático (saturado, pues, de substancias químicas disueltas) en un planeta de un sistema binario de estrellas, y el cual se presume tiene vida y, posiblemente, inteligencia. Empero, los intentos seculares por descifrar la conducta del extraño océano solo resultan en la clasificación de los fenómenos que en él se observan. Cuando los investigadores intentan ser más agresivos en su exploración del océano, este responde de forma inesperada y demuestra ser capaz de leer la mente de la tripulación que lo estudia y extraer de ella información sobre alguna persona que haya dejado un recuerdo muy poderoso, lo cual desnuda la personalidad de los investigadores humanos, sin decir nada de la del océano. Lem utiliza este argumento para hacer un profundo estudio de la psique humana, las relaciones afectivas y los límites del conocimiento científico.
La novela empieza con la llegada a Solaris del psicólogo Kris Kelvin, venido a esclarecer recientes problemas de conducta en la tripulación de la única estación espacial de observación solariana. Pronto se percata de que las cosas no van bien, al notar el desorden y abandono de las instalaciones y la conducta errática de los dos tripulantes que sobreviven. El primero que ve, Snaut, lo recibe con miedo y recelo y el segundo, Sartorius, rechaza salir de su laboratorio. El que debería ser el tercero, Gibarian, se había suicidado pocos días antes de su llegada. Snaut le advierte de manera críptica sobre "los visitantes". Para entender lo que les pasa a sus compañeros, Kelvin baraja hipótesis como la del envenenamiento por infiltración de la tóxica atmósfera del planeta.
Pronto Kris descubre que cosas realmente extrañas suceden en Solaris, al ver a personas que no deberían estar allí. Sin mucha dilación, aparece su propio visitante: al despertar de su primera noche de sueño, Harey, su mujer muerta por suicidio, aparece junto a él, sin recordar en apariencia nada más que su vida con Kelvin. Este, presa del pánico, la guía a un cohete, lo lanza y lo pone en órbita. Sin embargo, Harey regresa en poco tiempo, sin memoria de lo ocurrido. Kris nota que su "visitante" no se ve capaz de estar físicamente lejos de él y, cuando se le separa, ella, presa de un pánico inexplicable, adquiere una fuerza sobrehumana y rompe cualquier obstáculo físico que los separe.
Kris pasa rápidamente del pánico al estupor y del estupor a la resignación al ver cómo la falsa Harey se torna cada vez más humana, a pesar de ser una copia, y sin demasiada dificultad vuelve a enamorarse de ella. Sin embargo, esta pronto se percata de quién es realmente, y de quién no es, y trata de suicidarse de nuevo, pero falla, y se revela así que las creaciones solarianas son prácticamente indestructibles.
Una vez que Kris ha visto lo que sucede, Snaut y Sartorius están más dispuestos a hablar, puesto que al principio pensaban que quizá los tomaría por locos. Tratan en vano de hallar una explicación de lo que sucede, aunque ciertas cosas se aclaran: lo ocurrido parece ser respuesta a sus intentos de ser más proactivos en su exploración, al utilizar radiación intensa para intentar explorar el interior del océano. La respuesta demuestra que Solaris sí está vivo (se implica que había quienes dudaban que fuese así), y sí es "consciente" de la presencia humana. Los visitantes provienen del subconsciente de cada cual, lo que demuestra que Solaris los lee como un libro abierto. Lo que no saben es qué quiere decirles, o incluso si el concepto de "contacto" es siquiera aplicable entre dos formas de vida tan diferentes.
La novela describe que Solaris era un viejo misterio, al haberse descubierto más de un siglo antes de que Kris naciese, pero que sin embargo mantenía su enigma aún sin descifrar. La ciencia llamada «Solarística» tuvo un inicio, un apogeo y un declive, al ser casi imposible hallarle razón a la conducta de la colosal mente oceánica.
Kris comienza a elaborar la idea de nunca abandonar Solaris para así quedarse con la nueva Harey. Pero esta no se halla dispuesta a permitir que Kris se sacrifique de tal forma, y se ofrece de voluntaria en los intentos de los otros tripulantes para deshacerse de los visitantes, lo cual al final logran.

## Estilo literario
Solaris se caracteriza por describir toda la acción desde el punto de vista del protagonista. En todo momento se trata de una descripción de los acontecimientos vividos por él, y contiene descripciones muy detalladas y vívidas de las escenas. Gran parte del libro no relata los sucesos en sí sino descripciones de investigaciones pasadas sobre el planeta en cuestión y demás detalles que no hacen a la historia en sí sino que completan la narración dando un carácter general más verosímil. Estos hechos hacen a la historia idónea para su adaptación al cine, donde no hay tiempo suficiente para un relato largo, ya que es posible eliminar todos estos detalles sin alterar la historia en sí.

"Siempre me han decepcionado las producciones cinematográficas, la última de Soderbergh o la de Tarkovski. En ninguna salieron esas visiones mías. Cada director es como un caballo que quiere llevar el carro en su dirección. Y al final siempre salía un malentendido. Ya no me hace ilusión que hagan adaptaciones cinematográficas de mis obras. Tendría que haber un entendimiento, una unión espiritual entre el escritor y el director para evitar esos malentendidos. La versión americana me ha parecido muy mala. Yo no quería que hicieran la película, pero me convencieron de que debía dejar que probaran una vez más. Me decían que ese joven director americano lo iba a hacer mejor"
Stanislaw Lem (socompa.info, 13 de marzo de 2022) 

## Reflexiones

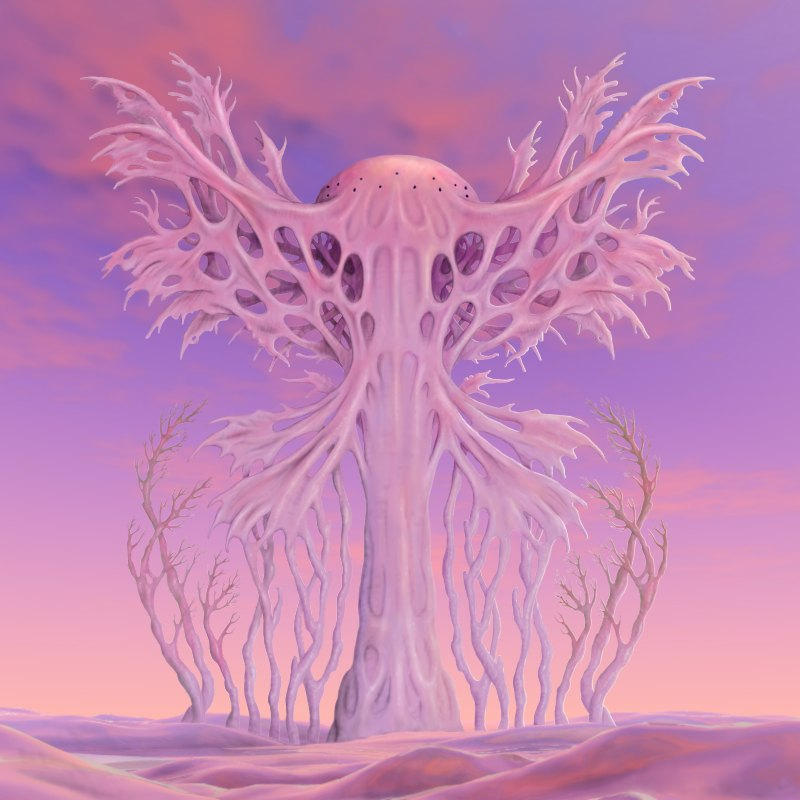
«Simetríada». Il.: Dominique Signoret.

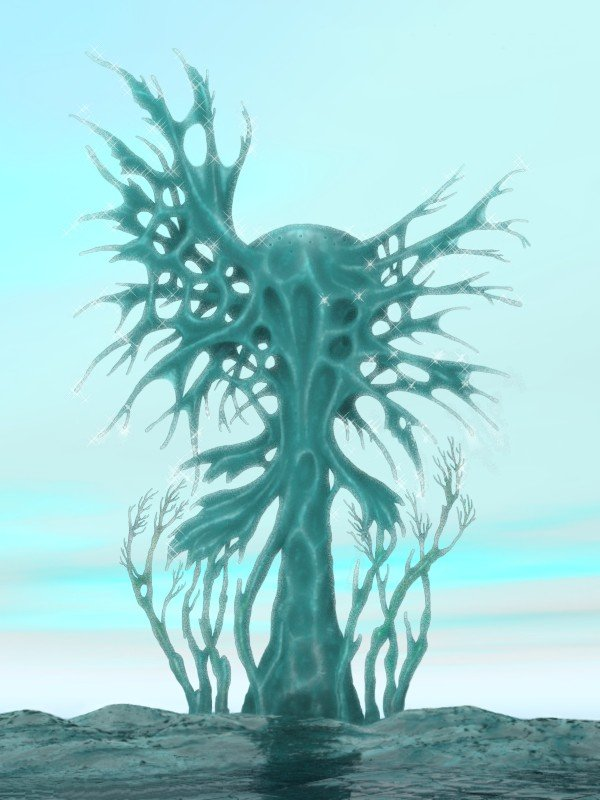
«Asimetríada». Il.: Dominique Signoret.

Es de destacar que el libro abunda en otras tantas precisiones, como por ejemplo las formaciones marinas que evolucionan sobre la superficie del  océano, generando un texto independiente de la saga de los personajes. Es recomendable leer detenidamente las descripciones de los «mimoides», que replican formas familiares similares a las terrestres; de las «simetríadas» y las «asimetríadas», que se desarrollan como estructuras efímeras que terminan disolviéndose en el  océano; y de los «fungoides» (estructuras fungiformes o micoides), que crecen y se entrelazan como tejidos vivos. Detrás de la propuesta psicológica que escarba en la mente humana, está la construcción de otro cosmos en el que la humanidad tiene la posibilidad de observar una representación teatral de la que no alcanza a entender lo que quieren decir los actores. 

"En Alemania mi obra es considerada la de un filósofo, un filósofo visionario. Es cierto que hay elementos filosóficos en algunos de mis libros. En Solaris se habla del lugar del hombre en el mundo"
Stanisław Lem (La Vanguardia, 12 de abril de 2006) 

### El contacto
Stanislaw Lem, pensador multidisciplinar, dedica buena parte de la novela a filosofar acerca de la posibilidad de contacto inteligente con otras especies, tema que será recurrente en la obra del autor, como posteriormente en La voz de su amo (1968). Para ello se vale de un ejemplo extremo. El océano de Solaris parece albergar una monstruosa conciencia, pero es tan absolutamente diferente al ser humano que se tardan años siquiera en concebir que nos encontramos ante otro ser inteligente.
Cuando finalmente se hace ineludible la evidencia, a los científicos humanos se les plantea el terrible problema de cómo establecer ese contacto. Generaciones de físicos, planetólogos, biólogos y filósofos irán proponiendo hipótesis que expliquen el desconcertante comportamiento del océano, renuente a seguir los esquemas "humanos" de actuación. ¿Nos encontramos ante una inteligencia autista, indiferente a la presencia de otros seres a su alcance? ¿El océano acaso no ha detectado la presencia del ser humano como posible ser inteligente? ¿Quizás no concibe siquiera la existencia de otros seres inteligentes dado que desde que tuvo conciencia, quizás hace cientos de miles de años, él ha sido toda la inteligencia que ha conocido?
Lem nos abre los ojos ante las posibilidades reales de establecer un verdadero contacto ante el que otros autores (como Carl Sagan) son tan optimistas. Lem nos dice, apoyado en sus conocimientos de lógica, que aunque existan otros seres inteligentes en la galaxia, ni siquiera nos es dado concebir cómo pudieran ser esas inteligencias. Las diferencias, mucho más allá de las simples divergencias culturales, pueden ser tan fundamentales que el contacto sería imposible aun presuponiendo buena voluntad por ambas partes.

"Caso único en la historia de la literatura, al menos eso creo, el libro Solaris de Stanisław Lem se ha hecho uno y lo mismo con su principal protagonista, el planeta Solaris, hasta el punto de que descifrar el primero sería, quizás, descubrir la clave del segundo. Y a la inversa"
Jesús Palacios (achtungmag.com, 5 de julio de 2020) 

### El ser humano
Inevitablemente, vinculado a la inhumanidad del océano pensante, surge la cuestión de qué significa ser humano. El océano es algo indescifrable en su conciencia, casi metafísico, lo cual impide realizar muchas comparaciones y cualquier conclusión de las mismas carecería de base. No se puede comparar un gato con una piedra para determinar qué es un gato; de esa manera todo lo más a lo que podríamos llegar es a la conclusión de que un gato no es una piedra.
Por lo mismo, el ser humano no es como el océano de Solaris. Pero si no es la inteligencia ni la voluntad, ¿qué es lo que nos hace humanos?
Para ayudarse en este estudio, Lem se vale de otra creación en su novela: los visitantes que se aparecen a los tripulantes de la estación mientras duermen.
Tras la llegada a la estación, cuando Kris se despierta a la mañana siguiente, descubre que a su lado se encuentra su esposa, fallecida años atrás, por lo que quien (o lo que) hay a su lado debe ser una réplica. 
Su primera reacción es de pánico e incomprensión, y se deshace de ella por el expeditivo procedimiento de meterla en un cohete y arrojarla al espacio. Pronto descubre que de nada sirve eso: tras la noche, aparece una nueva réplica a la que finalmente acepta. Todos los tripulantes han estado recibiendo a estos visitantes: ese es el origen de los problemas a bordo de la base. De alguna forma, Solaris es capaz de leer sus mentes durante el sueño y de crear estas réplicas, recreaciones de anhelos o recuerdos antiguos que no se sabe si son juegos crueles, regalos de bienvenida, espías o torpes intentos de comunicación por parte del propio océano.
De esta forma, el libro hace un estudio de la psique humana enfrentada a acontecimientos perturbadores, a priori imposibles. Kris Kelvin es un científico brillante, un psicólogo: su entrenada racionalidad le enfrenta a la realidad empírica que experimenta en la base y para la que no está preparado. Deberá flexibilizar su mentalidad y superar numerosos "apriorismos" para tener una oportunidad de comprender lo que sucede. Una reseña crítica de la novela comentaría que más que un viaje descriptivo a un planeta lejano, el libro es un recorrido por la psique de Kelvin, el protagonista.  La manera de ser del Océano de Solaris, se refleja directamente en los pensamientos de las personas que están bajo su influencia; dice Kelvin: “Tal vez el océano haya sondeado nuestro cerebro encontrando nuestros quistes psíquicos“.
De manera paralela, Harey, la esposa de Kelvin revivida, seguirá un camino hacia la humanización, en un proceso muy semejante al que años más tarde nos mostrarían los replicantes de "Blade Runner". Inicialmente, ella no sabrá que no es humana, sino una creación del océano; pero pronto se evidenciará su verdadera naturaleza, y se verá obligada a superar la crisis de descubrir que no es humana, que quizás solo es un instrumento. El lector crecerá al mismo tiempo que el personaje, sentirá la misma aversión que Kelvin en los primeros momentos para terminar empatizando con un ser que, aunque no es enteramente libre (no puede morir y no puede separarse de Kelvin), sí es capaz de establecer sentimientos de forma independiente a como originalmente fue creado.
Y esta parece ser la respuesta de Stanislaw Lem a su segunda cuestión: si ser humano no significa únicamente una inteligencia y una voluntad, quizás signifique además la posesión de unos sentimientos, poco racionales y que a veces contravienen nuestra propia voluntad.